# Get Your War On
Get Your War On est une bande dessinée créée en 2001 par David Rees. Il s'agit d'une satire politique au langage souvent cru, réalisée en clip art.

## Description
Le premier strip de Get Your War On est apparu sur Internet le 9 octobre 2001, soit deux jours après que le gouvernement américain eut lancé l'Opération Enduring Freedom en Afghanistan, marquant ainsi le début de la guerre contre le terrorisme.
La bande dessinée de David Rees met en scène un nombre réduit de personnages représentant des employés de bureau travaillant dans des cubicules et discutant entre eux, souvent par téléphone. Les sujets centraux de Get Your War On sont la situation politique aux États-Unis, la guerre en Afghanistan et en Irak, les libertés individuelles, le terrorisme. Certains autres sujets ont été abordés au fil des ans, par exemple l'ouragan Katrina.
Les strips sont créés à partir de la technique du clip art et Rees utilise une quantité limitée de vignettes pour représenter ses personnages.
La série est aussi apparue dans le magazine Rolling Stone et deux livres imprimés, Get Your War On (2002) et Get Your War On II (2004) ont été publiés.
En 2005, Rude Mechanicals, une compagnie théâtrale d'Austin, au Texas, a adapté pour la scène les personnages et les situations lues et vues dans la bande dessinée de Rees.
Le site web humoristique 23/6 a débuté en 2008 une série animée mettant en vedette les personnages de Rees.

## Livres
- Get Your War On - Brooklyn: Soft Skull, 2002.  (ISBN 1-887128-76-X)
- Get Your War On II - New York: Riverhead, 2004.  (ISBN 1-59448-048-6)